# Семёновка (Лебединский район)
Семёновка (укр. Семенівка) — село,
Боровеньковский сельский совет,
Лебединский район,
Сумская область,
Украина.
Код КОАТУУ — 5922980804. Население по переписи 2001 года составляло 73 человека .

## Географическое положение
Село Семёновка находится около балки Трюханов Яр, на расстоянии в 2 км от села Буровка.
По селу протекает пересыхающий ручей с запрудой.
Рядом проходит автомобильная дорога Т-1918.

## Известные люди
В селе родился участник Гражданской войны Харитон Фролов.